# Tommy F. Crawford
Tommy Fletcher Crawford (* 30. Juni 1949 in Roswell, Chaves County, New Mexico) ist ein pensionierter Generalmajor der United States Air Force. Er war unter anderem kommissarischer Kommandeur der 11. Luftflotte (Eleventh Air Force).
Er besuchte die öffentlichen Schulen seiner Heimat. Über das ROTC-Programm der New Mexico State University gelangte er im Jahr 1972 in das Offizierskorps der United States Air Force. In dieser durchlief er anschließend alle Offiziersränge vom Leutnant bis zum Zwei-Sterne-General.
Im Lauf seiner militärischen Karriere absolvierte er verschiedene Kurse und Schulungen. Dazu gehörten unter anderem eine Ausbildung zum Kampfpiloten und weitere Fortbildungskurse als Pilot von neuen Flugzeugtypen; die Squadron Officer School über einen Fernkurs; das Air Command and Staff College, das sich auf der Maxwell Air Force Base in Alabama befindet; der Fighter Weapons Instructor Course auf der Nellis Air Force Base in Nevada; das Air War College, das wieder auf der Maxwell AFB stattfand, und das Seminar XXI, Foreign Political and International Relations am Massachusetts Institute of Technology (MIT). Außerdem erhielt er akademische Grade von der Boston University und der Harvard Kennedy School.
In seinen frühen Jahren als Offizier der Luftwaffe war er an verschiedenen Stützpunkten in den Vereinigten Staaten stationiert. Dabei war er als Pilot, Flugausbilder oder Stabsoffizier bei unterschiedlichen Einheiten tätig. Dazwischen absolvierte er die erwähnten Schulungen. Als Stabsoffizier war er unter anderem im Hauptquartier der Air Force tätig. Zwischen Juni 1988 und Juni 1991 war er in England auf der Royal Air Force Base Lakenheath stationiert. Dort war er beim 48. Kampfgeschwader Flugausbilder. Später kommandierte er dort die 494. Kampfstaffel (494th Tactical Fighter Squadron). Während dieser Zeit wurde er zwischen August 1990 und März 1991 mit dem 48. Kampfgeschwader während des Zweiten Golfkriegs nach Saudi-Arabien verlegt, wo er am Kriegsgeschehen teilnahm.
Crawfords nächster Auftrag führte in nach Mons in Belgien zum dort ansässigen NATO-Hauptquartier. Zwischen Juni 1991 und Juni 1993 gehörte er als Chief, Special Weapons Section dem Stab dieses Hauptquartiers an. Nach seinem anschließenden Studium am Air War College wurde Crawford im Juni 1994 auf die Osan Air Base in Südkorea versetzt. Dort kommandierte er bis zum Juni 1996 die 607th Air Operations Group. Es folgte eine Versetzung zur Hickham Air Force Base in Hawaii. Zwischen Juni 1996 und Mai 1997 war er dort Generalinspekteur im Hauptquartier der Pacific Air Forces.
Anschließend übernahm er auf der Eielson Air Force Base in Alaska das Kommando über das 354. Kampfgeschwader (354th Fighter Wing), das er zwischen Mai 1997 und Juni 1999 bekleidete. Sein Geschwader unterstand der 11. Luftflotte. Als deren Kommandeur David J. McCloud am 26. Juli 1998 bei einem Flugzeugabsturz ums Leben kam, wurde Tommy Crawford mit der kommissarischen Führung dieser Luftflotte betraut. Dieses Amt bekleidete er zwischen dem 26. Juli und dem 3. Oktober 1998 als der neue Kommandeur der Luftflotte Thomas R. Case dieses Amt übernahm.
Nach dem Ende seiner Zeit als Kommandeur des 354. Geschwaders wurde er zum Stab der Joint Chiefs of Staff in Washington, D.C. versetzt. Zwischen Juni 1999 und November 2000 war er dort Leiter einer Unterabteilung (Deputy Director for Operations in National Systems Support). Gleichzeitig leitete er die Stabsabteilung für militärische Unterstützung beim militärischen Nachrichtendienst National Reconnaissance Office.
Nach dem Ende dieser beiden Aufgaben erfolgte eine Versetzung zum Hauptquartier der Air Force, wo er zwischen Dezember 2000 und Oktober 2001 als Director of Joint Matters der Stabsabteilung für Luft und Raumoperationen angehörte (Director of Joint Matters, Deputy Chief of Staff for Air and Space Operations, Headquarters U.S. Air Force). Daran schloss sich eine Versetzung zur National Security Agency (NSA) an, die in Fort Meade in Maryland ansässig ist. Zwischen Oktober 2001 und Juli 2003 war Crawford dort Leiter der Stabsabteilung für den zentralen Sicherheitsdienst (Deputy Chief, Central Security Service).
Sein letzter militärischer Auftrag führte ihn auf die Langley Air Force Base in Virginia. Im Juli 2003 übernahm er dort die Leitung des Luftwaffenkommandos für Überwachungen, Kontrollen und Aufklärung (Commander, Air Force Command and Control, and Intelligence, Surveillance and Reconnaissance Center). Dieses Amt bekleidete er bis zu seiner Pensionierung im Jahr 2006.
Während seiner aktiven Zeit als Militärpilot absolvierte er über 3000 Flugstunden auf verschiedenen Flugzeugtypen.

## Daten der Beförderungen
| Abzeichen | Rang               | Jahr            |
| --------- | ------------------ | --------------- |
|           | Second Lieutenant  | 23. Mai 1972    |
|           | First Lieutenant   | 23. Mai 1974    |
|           | Captain            | 23. Mai 1976    |
|           | Major              | 1. Februar 1984 |
|           | Lieutenant Colonel | 1. Oktober 1988 |
|           | Colonel            | 1. Januar 1993  |
|           | Brigadier General  | 1. Juli 1998    |
|           | Major General      | 1. Januar 2002  |

## Orden und Auszeichnungen
Tommy Crawford erhielt im Lauf seiner militärischen Laufbahn unter anderem folgende Auszeichnungen:
- Defense Distinguished Service Medal
- Air Force Distinguished Service Medal
- Defense Superior Service Medal
- Legion of Merit
- Distinguished Flying Cross
- Air Medal
- Air Force Commendation Medal
- Meritorious Service Medal
- Aerial Achievement Medal
- Combat Readiness Medal
- National Defense Service Medal
- Southwest Asia Service Medal
- Kuwait Liberation Medal (Saudi-Arabien)
- Kuwait Liberation Medal (Kuwait)